# Meisje met een bezem
Meisje met een bezem is een schilderij uit het atelier van Rembrandt van Rijn uit 1651, dat deels wordt toegeschreven aan Carel Fabritius.
De Amerikaanse kunsthistoricus Arthur K. Wheelock jr. deed in 2014 de suggestie dat Meisje met een bezem is ontstaan in de periode dat Carel Fabritius niet meer in Amsterdam woonde, maar nog wel in Rembrandts atelier werkte. Fabritius zou alleen het meisje hebben geschilderd (al dan niet met bezem), waarna het doek onvoltooid in het atelier achterbleef. In 1651 zou het dan zijn afgewerkt door iemand anders en met de signatuur van Rembrandt op de markt gebracht.
Hij legde ook een verband met enkele soortgelijke schilderijen van Rembrandt zelf. Het is bekend dat Rembrandt vooral rond 1640 in zijn portretten trompe-l'oeileffecten toepaste, zoals in Jonge vrouw in een schilderijlijst uit 1641. En ook De Nachtwacht is wel omschreven als een reusachtig trompe-l'oeilschilderij met bewegende figuren. De Franse schilder, kunstverzamelaar en diplomaat Roger de Piles vertelde in 1708 het verhaal dat Rembrandt een schilderij van zijn dienstmeisje dat uit het raam kijkt, in zijn venster had gezet om voorbijgangers voor de gek te houden. Hij doelde hiermee waarschijnlijk op het schilderij uit 1645 dat zich in Dulwich College in Londen bevindt. Hoewel het verhaal misschien verzonnen is, kan de schilder met Meisje met een bezem in navolging van Rembrandt oorspronkelijk wel degelijk een trompe-l'oeileffect beoogd hebben. Het is daarmee in zekere zin, als een soort levend stilleven, een voorloper van Fabritius' Puttertje.
In 2011 beschouwde Ernst van de Wetering (die de naam van Fabritius toen niet noemde) het schilderij als een mogelijke variant op Rembrandts Meisje in een venster uit 1651. Het was in het atelier namelijk gebruikelijk dat jonge schilders het vak leerden door vrije kopieën of nieuwe composities te maken op basis van eigenhandige prototypes van Rembrandt, de principaelen, zoals die originelen in de 17e eeuw werden genoemd. Als de schilderijen van de leerlingen goed genoeg waren, konden ze vervolgens worden verkocht als min of meer authentieke Rembrandts, aangezien ze in elk geval onder supervisie van Rembrandt waren ontstaan. Deze werkwijze is ook waargenomen bij andere schilders, zoals Gerard ter Borch.

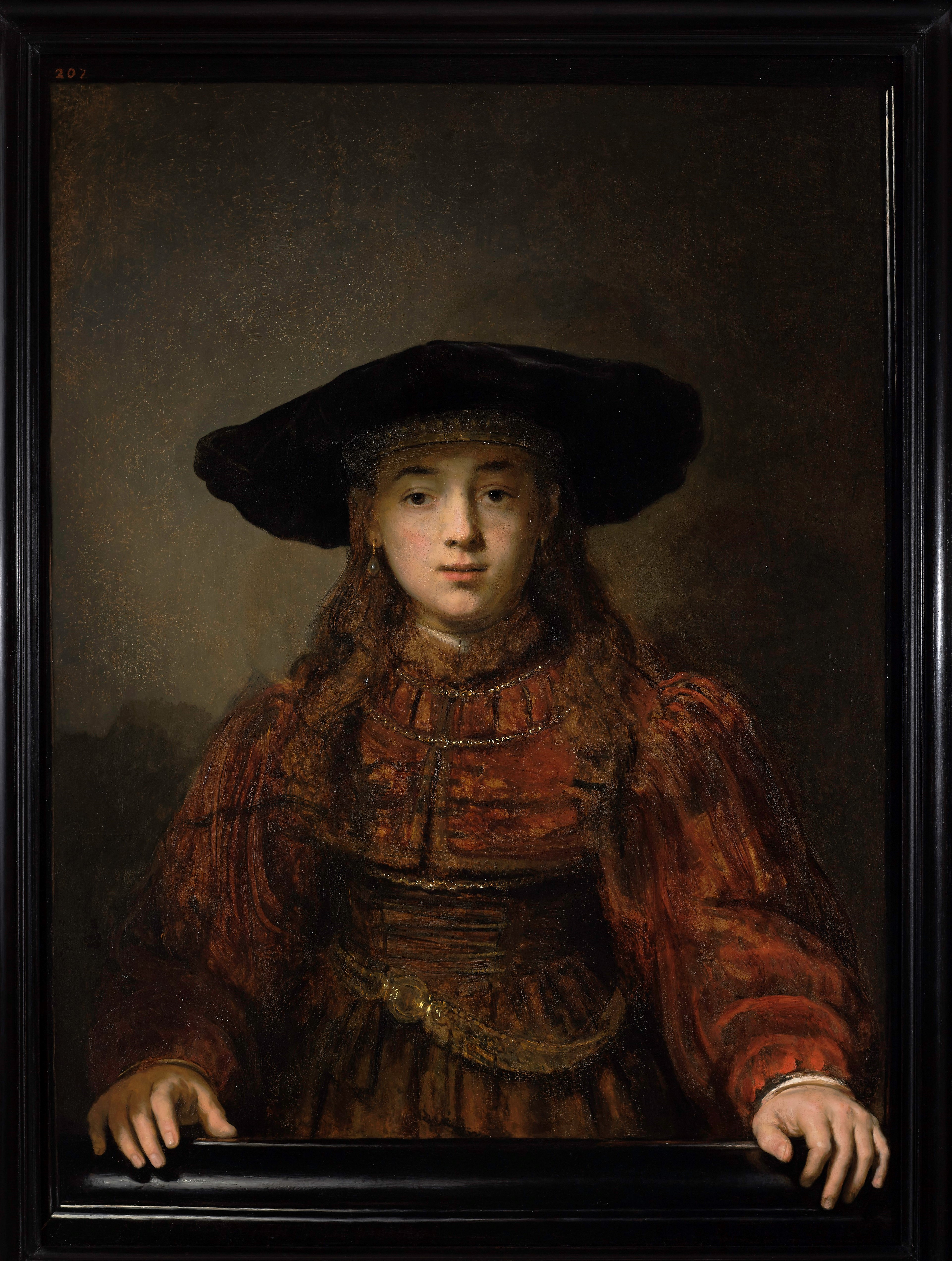
Rembrandt, Jonge vrouw in een schilderijlijst, 1641, Koninklijk Kasteel, Warschau
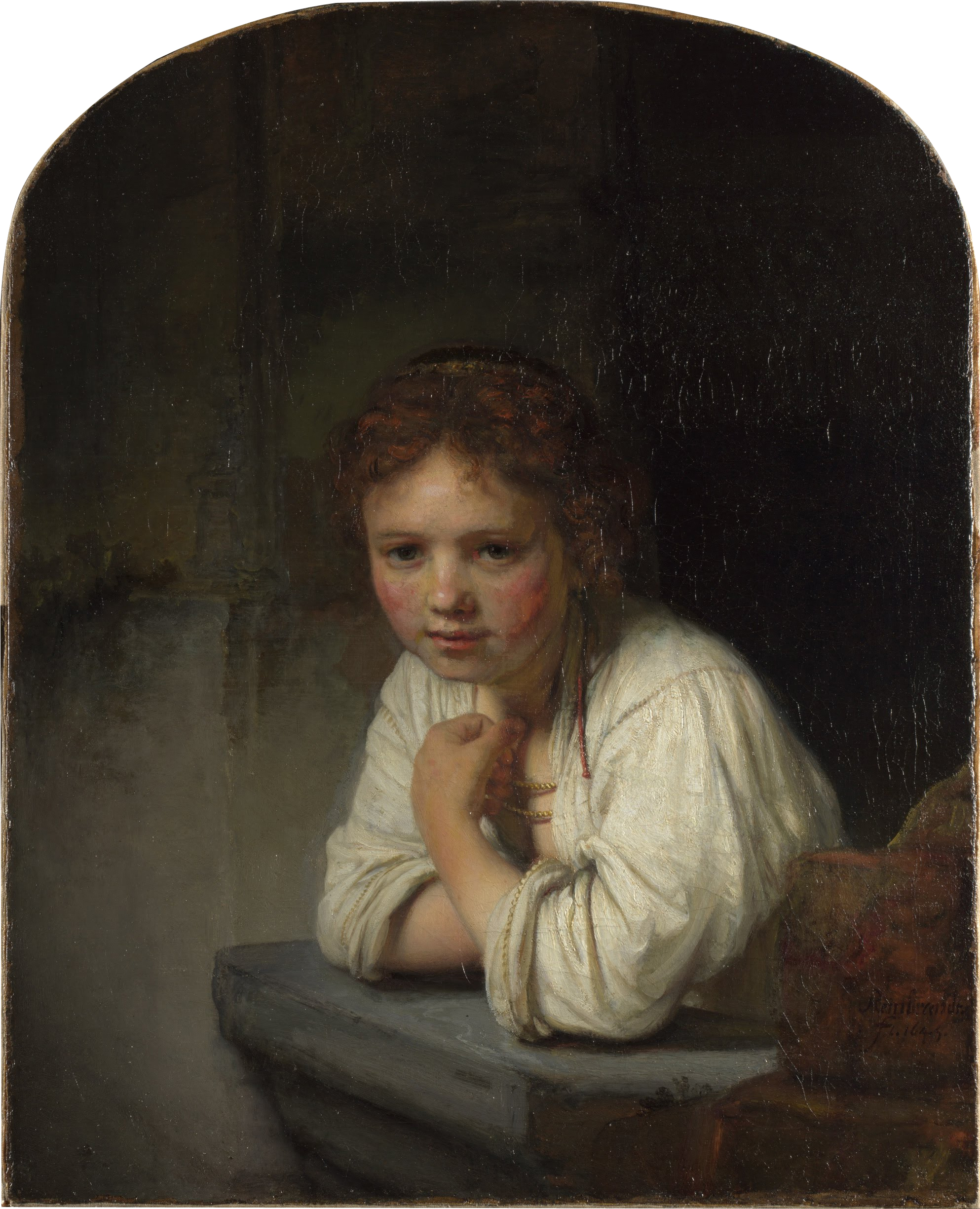
Rembrandt, Meisje leunend op een stenen vensterbank, 1645, Dulwich Picture Gallery
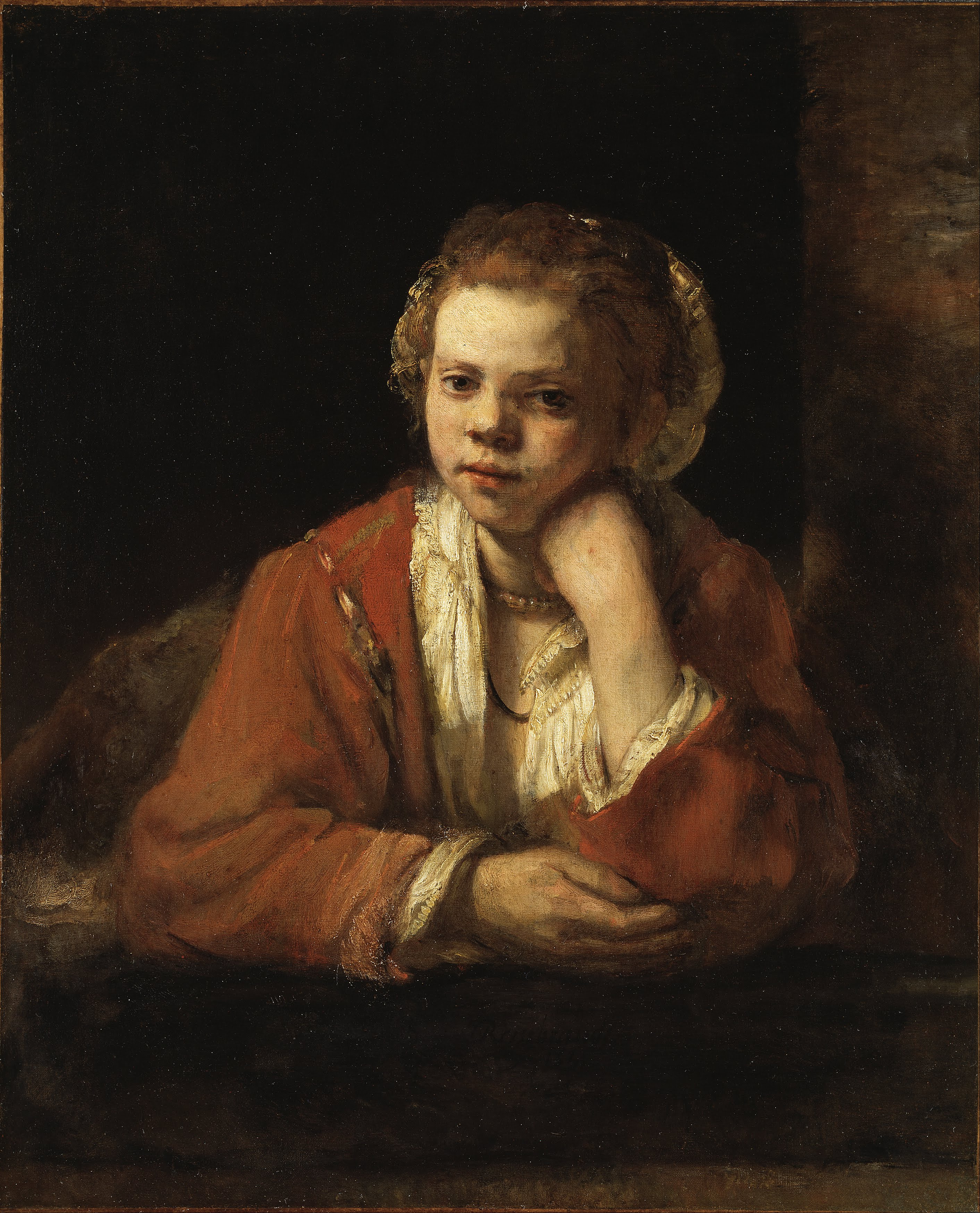
Rembrandt, Meisje in een venster, 1651, Nationalmuseum, Stockholm

## Herkomst
Het schilderij is vrijwel zeker identiek aan "Een vrouwtje aende put van Rembrandt van Rijn" dat voorkomt in de boedelbeschrijving van Herman Becker, die na diens dood in 1678 is opgemaakt. Herman Becker (circa 1617-1678) was een Amsterdamse kunstverzamelaar, die meer schilderijen van Rembrandt had en bij wie Rembrandt in de jaren 1660 in het krijt stond.
In het midden van de achttiende eeuw bevond het schilderij zich in Parijs. Het was toen in bezit van achtereenvolgens Pierre Crozat (1665-1740) en diens neven Louis-François Crozat, marquis du Châtel (1691-1750) en Louis-Antoine Crozat, baron de Thiers (1699-1770). In 1772 kocht Denis Diderot (1713-1784) namens Catharina de Grote het schilderij van Louis-Antoines erfgenamen en belandde het in de Hermitage in Sint-Petersburg. In de catalogus van de keizerlijke kunstverzameling uit de jaren 1773-1785 staat het vermeld als La balayeuse ("De bezemveegster").
Toen de Sovjet-Unie besloot de waardevolste schilderijen uit het Russische kunstbezit te gelde te maken, verdween ook Meisje met een bezem naar het buitenland. Via een consortium van kunstgaleries in Berlijn, Londen en New York werd het in februari 1931 als een Rembrandt verkocht aan de Amerikaanse bankier en kunstverzamelaar Andrew W. Mellon, die het schilderij in 1937 aan de regering van de Verenigde Staten schonk als onderdeel van het legaat om de National Gallery of Art in Washington D.C. op te richten.